# Chaeropus yirratji
Chaeropus yirratji is een buideldas uit het geslacht Chaeropus. De wetenschappelijke naam van de soort werd voor het eerst geldig gepubliceerd door Travouillon et al. in 2019.

## Taxonomie
Populaties van deze soorten werden traditioneel tot de varkenspootbuideldas (Chaeropus ecaudatus) gerekend, maar uit onderzoek is gebleken dat het een aparte soort is.

## Voorkomen
De soort kwam voor in Centraal-Australië, in de deelstaten West-Australië, Zuid-Australië, en het Noordelijk Territorium.